# Абердин, Набиль
Набиль Абердин (араб. نبيل أبردين‎; род. 23 августа 2002 года в Париже, Франция) — марокканский и французский футболист, защитник клуба «Сочи».

## Карьера
Первым клубом Набиля во взрослой карьере стал «Райо Махадаонда», куда он пришёл из юношеской команды «Араваки» в 2021 году. Он сразу же был отдан в аренду в клуб-партнёр «Паракуэльос Антамира», выступавший Терсера Федерасьон. Защитник принял участие в 26 матчах сезона 2021/22 и забил 1 гол. Вернувшись из аренды, Набиль был включён в заявку «Райо Махадаонда» на сезон 2022/23. Он провёл всего 4 игры в Примера Федерасьон за первую половину сезона, после чего отправился в аренду в «Унионистас де Саламанка». Он так и не сыграл за эту команду из-за травмы ноги, полученной на одной из первых тренировок.
Летом 2023 года Набиль перешёл в «Хетафе» и начал выступать за вторую команду клуба в Сегунда Федерасьон. Во второй половине сезона 2023/24 его стали привлекать к тренировкам и матчам основного состава «Хетафе». Он дебютировал за этот клуб 18 мая 2024 года, целиком отыграв матч Примеры против «Алавеса». Защитник также принял участие в следующей игре с «Мальоркой», снова проведя на поле все 90 минут. В первой половине сезона 2024/25 Набиль принял участие в 7 встречах чемпионата Испании, а также в 2 матчах Кубка Испании.
8 февраля 2025 года защитник подписал контракт с «Сочи».

## Личная жизнь
Набиль родился в Париже в семье марокканских иммигрантов. Благодаря своим корням он имеет право выступать за национальную сборную Марокко.